# Maybach Exelero
De Maybach Exelero is een conceptauto van het Duitse luxemerk Maybach. De auto is onthuld op 11 mei 2005 in het Berlijnse Tempodrom. De auto heeft een 6.0L V12-motor die 700 pk levert. De luxe auto is speciaal gemaakt voor bandenfabrikant Fulda Reifenwerke, ze zetten de Exelero toen in als referentiemodel voor hun nieuwe banden. De Exelero is een moderne interpretatie van Maybachs legendarische, gestroomlijnde auto uit de jaren dertig van de twintigste eeuw. Deze was gebaseerd op de krachtige Maybach SW 38 en werd destijds ook door Fulda Reifenwerke ingezet voor bandentesten. Zo slaat de Exelero, die niet in serie zal worden gebouwd, een brug naar zijn historische voorganger.
In productie:
57 ·
57S ·
62 ·
62S ·
62S Landaulet
Concept:
Exelero
Vroegere modellen:
W1 ·
W3 ·
W5 ·
12 ·
DSH ·
DS7 Zeppelin ·
W6 ·
DS8 Zeppelin ·
W8 DSG ·
SW35 ·
SW38 ·
SW42 ·
JW61